# George Arthur Sheltz

Bischofswappen von George Arthur Sheltz

George Arthur Sheltz (* 20. April 1946 in Houston, Texas; † 21. Dezember 2021 ebenda) war ein US-amerikanischer römisch-katholischer Geistlicher und Weihbischof in Galveston-Houston.

## Leben
George Arthur Sheltz studierte Theologie an der University of St. Thomas in Houston. Am 15. Mai 1971 spendete ihm der Bischof von Galveston-Houston, John Louis Morkovsky, die Priesterweihe. Im Erzbistum Galveston-Houston wirkte Sheltz zunächst als Gemeindepfarrer, später stieg er zum Bischofsvikar für den Norden des Erzbistums auf. Papst Johannes Paul II. verlieh ihm im Jahr 2000 den Titel eines Päpstlichen Ehrenprälaten (Monsignore). Seit 2010 war Sheltz Generalvikar, Kanzler und Moderator der Kurie des Erzbistums Galveston-Houston und leitete die Verwaltung des größten römisch-katholischen Bistums in Texas und des fünftgrößten in den Vereinigten Staaten.
Papst Benedikt XVI. ernannte ihn am 21. Februar 2012 zum Titularbischof von Hirina und Weihbischof in Galveston-Houston. Der Erzbischof von Galveston-Houston, Daniel Nicholas Kardinal DiNardo, spendete ihm am 2. Mai desselben Jahres die Bischofsweihe; Mitkonsekratoren waren Joseph Anthony Fiorenza, Alterzbischof von Galveston-Houston, und Vincent Michael Rizzotto, emeritierter Weihbischof in Galveston-Houston. Sein bischöfliches Motto war „Durch ihn, mit ihm, in ihm.“
Papst Franziskus nahm am 22. Juni 2021 seinen altersbedingten Rücktritt an. Sheltz starb am 21. Dezember 2021 im Alter von 75 Jahren in seiner Geburtsstadt Houston.